# Kylen
Kylen är en sjö i Gävle kommun i Gästrikland och ingår i Hamrångeån-Testeboåns kustområde. Sjön har en area på 0,0799 kvadratkilometer och ligger 2 meter över havet. Kylen ligger i Ormön Natura 2000-område.

## Delavrinningsområde
Kylen ingår i det delavrinningsområde (675419-157616) som SMHI kallar för Utloppet av Kylen. Medelhöjden är 4 meter över havet och ytan är 0,59 kvadratkilometer. Det finns inga avrinningsområden uppströms utan avrinningsområdet är högsta punkten. Vattendraget som avvattnar avrinningsområdet har biflödesordning 3, vilket innebär att vattnet flödar genom totalt 3 vattendrag innan det når havet efter 0,6 kilometer. Avrinningsområdet består mestadels av skog (84 procent). Avrinningsområdet har 0,09 kvadratkilometer vattenytor vilket ger det en sjöprocent på 15,5 procent.